# Xã Adel, Quận Dallas, Iowa
Xã Adel (tiếng Anh: Adel Township) là một xã thuộc quận Dallas, tiểu bang Iowa, Hoa Kỳ. Năm 2010, dân số của xã này là 5.997 người.